# Olympische Sommerspiele 1920/Leichtathletik – 4 × 100 m (Männer)

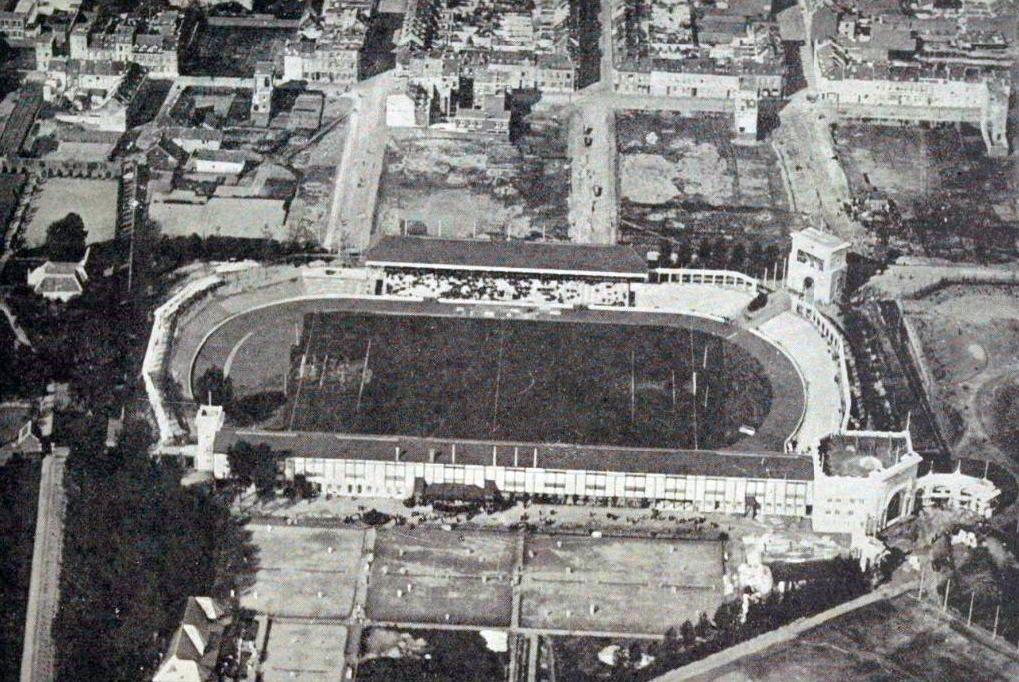
Das Antwerpener Olympiastadion

Die 4-mal-100-Meter-Staffel der Männer bei den Olympischen Spielen 1920 in Antwerpen wurde am 21. und 22. August 1920 im Antwerpener Olympiastadion ausgetragen. Dreizehn Staffeln nahmen mit 52 Athleten daran teil.
Die Staffel der USA gewann in neuer Weltrekordzeit die Goldmedaille in der Besetzung Charles Paddock, Jackson Scholz, Loren Murchison und Morris Kirksey.

Silber ging an das Team aus Frankreich mit René Lorain, René Tirard, René Mourlon und Émile Ali-Khan.

Bronze errang Schweden (Agne Holmström, William Petersson, Sven Malm, Nils Sandström).
Die Mannschaft der Schweiz schied als Vierte ihres Vorlaufs aus. Österreichische und deutsche Staffeln waren von der Teilnahme an diesen Spielen ausgeschlossen.

## Rekorde

### Bestehende Rekorde
| Weltrekord         | 42,3 s | Deutsches Reich (Otto Röhr, Max Herrmann, Erwin Kern, Richard Rau) | OS Stockholm (Vorlauf) Schweden | 8. Juli 1912 |
| Olympischer Rekord | 42,3 s | Deutsches Reich (Otto Röhr, Max Herrmann, Erwin Kern, Richard Rau) | OS Stockholm (Vorlauf) Schweden | 8. Juli 1912 |

### Rekordverbesserung
Die siegreiche Staffel der Vereinigten Staaten verbesserte den bestehenden olympischen Rekord und damit auch den Weltrekord im Finale am 22. August um eine Zehntelsekunde auf 42,2 s.

## Durchführung des Wettbewerbs
Am 21. August um 14.30 Uhr Ortszeit wurden insgesamt drei Vorläufe durchgeführt. Die jeweils ersten beiden Staffeln – hellblau unterlegt – qualifizierten sich für das Finale am 22. August (Start: 14.45 Uhr).

## Vorläufe
Datum: 21. August 1920, 14.30 Uhr Ortszeit

### Vorlauf 1
| Platz | Staffel            | Besetzung                                                     | Zeit   | Anmerkung |
| ----- | ------------------ | ------------------------------------------------------------- | ------ | --------- |
| 1     | USA                | Charles Paddock Jackson Scholz Loren Murchison Morris Kirksey | 43,0 s |           |
| 2     | Luxemburg          | Jean Colbach Paul Hammer Jean Proess Alex Servais             | 44,4 s |           |
| 3     | Spanien            | Félix Mendizábal Diego Ordóñez Carlos Botín Federico Reparez  | 44,5 s |           |
| DSQ   | Norwegen           | Bjarne Guldager Asle Bækkedal Rolf Stenersen Erling Aastad    |        |           |
| DSQ   | Königreich Italien | Vittorio Zucca Giovanni Orlandi Giorgio Croci Mario Riccoboni |        |           |

### Vorlauf 2
| Platz | Staffel        | Besetzung                                                     | Zeit   | Anmerkung |
| ----- | -------------- | ------------------------------------------------------------- | ------ | --------- |
| 1     | Frankreich     | René Lorain René Tirard René Mourlon Émile Ali-Khan           | 43,0 s |           |
| 2     | Großbritannien | William Hill Harold Abrahams Denis Black Victor d’Arcy        | 43,3 s |           |
| 3     | Niederlande    | Albert Heijnneman Jan de Vries Harry van Rappard Cor Wezepoel | 43,5 s |           |
| 4     | Belgien        | Max Houben Julien Lehouck Omer Smet Paul Brochart             | 43,7 s |           |

### Vorlauf 3
| Platz | Staffel               | Besetzung                                                               | Zeit   | Anmerkung |
| ----- | --------------------- | ----------------------------------------------------------------------- | ------ | --------- |
| 1     | Schweden              | Agne Holmström William Petersson Sven Malm Nils Sandström               | 43,4 s |           |
| 2     | Dänemark              | Henri Thorsen Fritiof Normann Andersen August Sørensen Marinus Sørensen | 43,8 s |           |
| 3     | Südafrikanische Union | Jack Oosterlaak Jacobus Bukes Henry Dafel Frank Irvine                  | 44,4 s |           |
| 4     | Schweiz               | August Waibel Walter Leibundgut Adolf Rysler Josef Imbach               | 44,2 s |           |

## Finale
| Platz | Staffel        | Besetzung                                                               | Zeit   | Anmerkung |
| ----- | -------------- | ----------------------------------------------------------------------- | ------ | --------- |
| 1     | USA            | Charles Paddock Jackson Scholz Loren Murchison Morris Kirksey           | 42,2 s | WR        |
| 2     | Frankreich     | René Lorain René Tirard René Mourlon Émile Ali-Khan                     | 42,5 s |           |
| 3     | Schweden       | Agne Holmström William Petersson Sven Malm Nils Sandström               | 42,8 s |           |
| 4     | Großbritannien | William Hill Harold Abrahams Denis Black Victor d’Arcy                  | 43,0 s |           |
| 5     | Dänemark       | Henri Thorsen Fritiof Normann Andersen August Sørensen Marinus Sørensen | 43,3 s |           |
| 6     | Luxemburg      | Jean Colbach Paul Hammer Jean Proess Alex Servais                       | 43,6 s |           |

Datum: 22. August 1920, 14.45 Uhr Ortszeit
Sechs Staffeln hatten das Finale erreicht. Alle Staffeln traten in derselben Besetzung an wie zuvor schon in den Vorläufen.
Auch die schlechten Bahnverhältnisse konnten das US-amerikanische Team nicht daran hindern, bei ihrem Sieg einen neuen Weltrekord aufzustellen. Der Wettbewerb hatte ein sehr hohes Niveau, Frankreich lag nur drei Zehntelsekunden hinter den USA auf Platz zwei. Die schwedische Staffel gewann die Bronzemedaille. Die sechstplatzierten Luxemburger hatten nur 1,4 Sekunden Rückstand auf die Sieger.

## Video
- Team USA Break The 4x100m Relay WR For Gold - Antwerp 1920 Olympics, youtube.com, abgerufen am 26. Mai 2021